# ハイムネクイナ
ハイムネクイナ(灰胸水鶏、学名：Eulabeornis saracura) は、ツル目クイナ科に分類される鳥類の一種である。別名ハイムネモリクイナとも呼ばれる。

## 分布
ブラジル東南部、パラグアイ、アルゼンチン東北部に分布する。

## 形態
体長35-37cm。頭部は濃い灰色だが、後頭部に近づくにつれて褐色みが強くなる。後頸から背中、肩羽、雨覆はオリーブ色がかった緑色、上尾筒と尾は黒色である。前頸から下の体の下部は青みがかった灰色で、これが英名の由来となっている。虹彩は赤色、嘴はやや黄色がかった緑色、脚は淡い赤色である。

## 生態
主に温帯や亜熱帯の森林に生息するが、湿地や川の流域に住むこともある。